# Krajevna skupnost Bučna vas
Krajevna skupost Bučna vas je ena izmed 23-ih krajevnih skupnosti v Mestni občini Novo mesto.
Bučno vas kot severovzhodno predmestje Novega mesta sestavljata Velika Bučna vas na severu in Mala Bučna vas južno od nje, ki sta obe del naselja/mesta Novo mesto. sprva zajemala površino današnjih Gorenjih in Dolenjih Kamenc ter Bršljina. Danes vas šteje le devet hiš, ima 36 prebivalcev, Kamence pa so le del krajevne skupnosti. Krajevna skupnost Bučna vas ima svoje gasilsko društvo (PGD Kamence). Svet Bučne vasi si prizadeva za rešitev romske problematike v krajevni skupnosti. V gradnji je tudi novo Stanovanjsko naselje Bučna vas.
Naselja in novomeške ulice v KS Bučna vas: 
Daljni Vrh, Dolenje Kamenje, Gorenje Kamence, Gorenje Kamenje, Hudo ter Novo mesto z ulicami: Brezje, Brinje, Dolenje Kamence, Ljubljanska cesta s hišnimi št. 49, 51, 53, 55, 57, 58, 59, 60, 61, 62, 63, 64, 65, 66, 67, 68, 69, 70, 71, 72, 73, 74, 75, 76, 77, 78, 80, 82, 84, 86, 88, 89, 90, 91, 92, 94, 96, 98, 101, 102, 104, 106, 108, 110, 111, 112, 113, 114, 116, 117, 118, 119, 120, Markljeva ulica, Mirnopeška cesta, Muhaber, Potočna vas, Tržiška ulica, Turkova ulica, Velika Bučna vas, Vodnikova ulica, Zobčeva ulica, Župnca.